# Joan Puigbó Casamitjana
Joan Puigbó Casamitjana (Puigcerdà, 1823 – 1906) participà en la defensa de la vila durant les tres guerres carlines. Fill de pagesos, continuà la tradició familiar i es convertí en uns del ramaders més importants de la Cerdanya i aconseguí un notòria fama a les fires ramaderes de Catalunya, sobretot a la cria de mules.
A la Tercera Guerra Carlina, va capitanejar la ronda volant, encarregada de controlar els territoris la Cerdanya, el Ripollès, el nord del Berguedà i l'Alt Urgell, impedint la recaptació de contribucions per part dels carlins, així com fer circular la correspondència oficial. Més tard participà en el govern de la vila en nombroses ocasions i fou president de la Cambra Agrícola de Cerdanya, del Casino Ceretano i del Círcol Agrícola Mercantil a més d'ocupar el càrrec de jutge municipal.